# 日輪兵舎

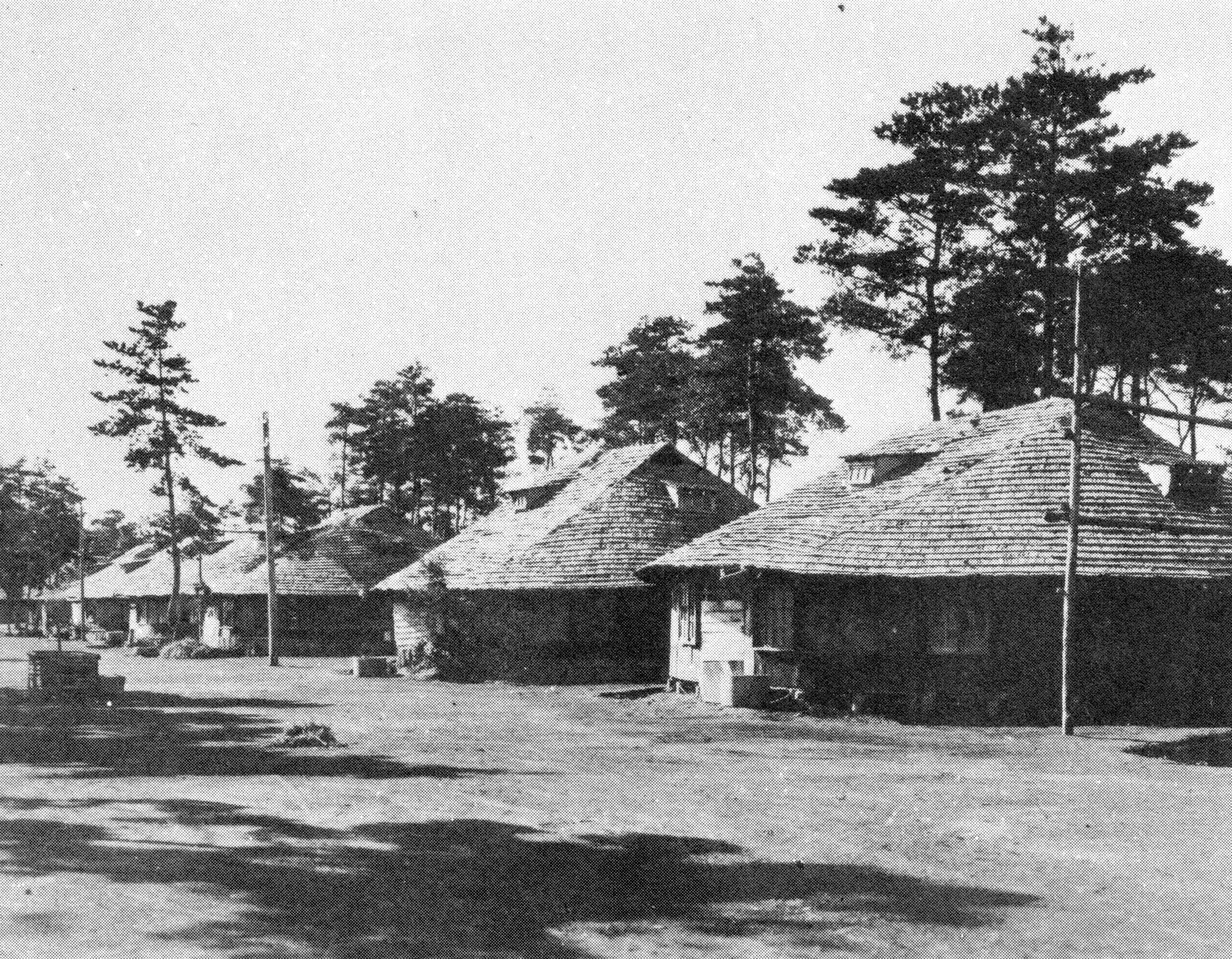
内原訓練所の日輪舎

日輪兵舎（にちりんへいしゃ）は、1938年から茨城県東茨城郡内原村（内原町を経て、現在は水戸市）にあった満蒙開拓青少年義勇軍訓練所において宿舎と教室を兼ねた建物として多数建設された、木造1階ないし2階建ての円形の建物、および、それを模して日本各地に建てられた、同様の形状の建物（日輪舎）。短期間で容易に建設でき、大人数収容できたことから、戦時下に同義勇軍の訓練生の手によって訓練所内に何百棟と大量に建てられた。満蒙開拓青少年義勇軍を象徴する建物とされ、満蒙開拓青少年義勇軍に関わる様々な文章の中で言及される。
現存する事例は少なく、残されたものは近代化遺産ないし近代戦争遺構として保存が取り組まれている。

## 内原訓練所の日輪兵舎
加藤完治が初代所長となった満蒙開拓青少年義勇軍訓練所（内原訓練所）には、建築家古賀弘人の設計による日輪兵舎が、開設当初でも100棟近く建てられていた。開拓訓練生の共同宿舎兼教室として建てられた日輪兵舎は、標準形で1棟におよそ60人を収容できる宿舎であるが、建築の素人である訓練生が自力で建てられることを念頭に設計されており、建設費用も抑えられていたという。円形であるため建物に方向というものがないことは部材の単純化にも役立ち、60人でかかれば1日で日輪兵舎1棟を建てられたという。当時の記事によると、素人の少年40名で即日1棟完成でき、当時中流住宅の建造費が坪単位約100円のところ日輪兵舎は10円で済んだという。また日輪のモチーフは天皇崇拝との親和性も高かった。内原訓練所内には、終戦時までに347棟の日輪兵舎が建てられていたとされる。
内原の「日輪兵舎」を「ひのまる兵舎」と呼ぶ向きもあったようで、一部の新聞記事では「日輪」に「ひのまる」とルビを振っている例が見いだされる。特異な姿が注目され、ニュース映画で報じられたほか、小説、演劇、歌などの題材にされた。
戦後、内原の日輪兵舎は徐々に解体撤去され、オリジナルは残っていない。内原町郷土史・義勇軍史料館には、屋外展示として復元された1棟がある。

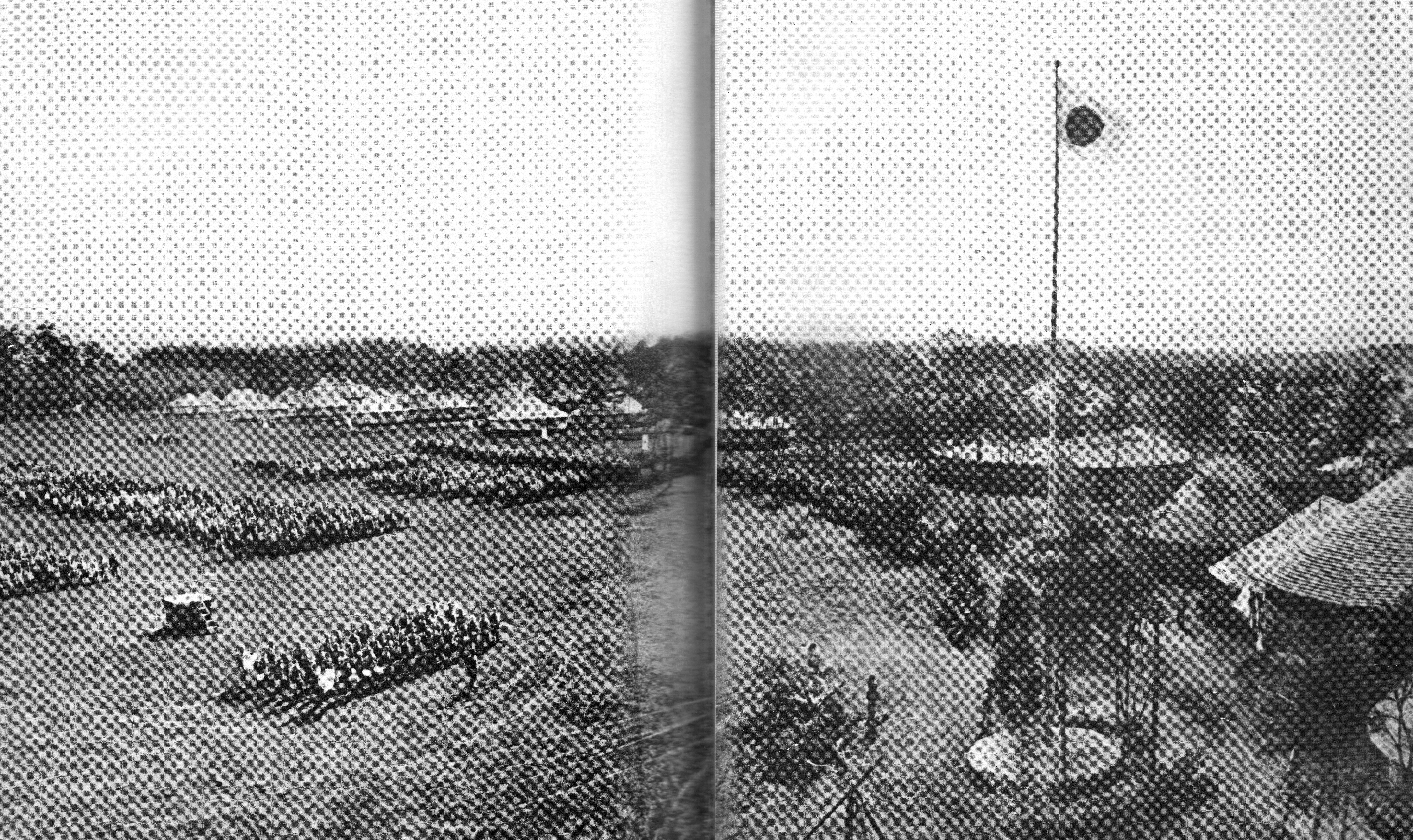
内原訓練所全景
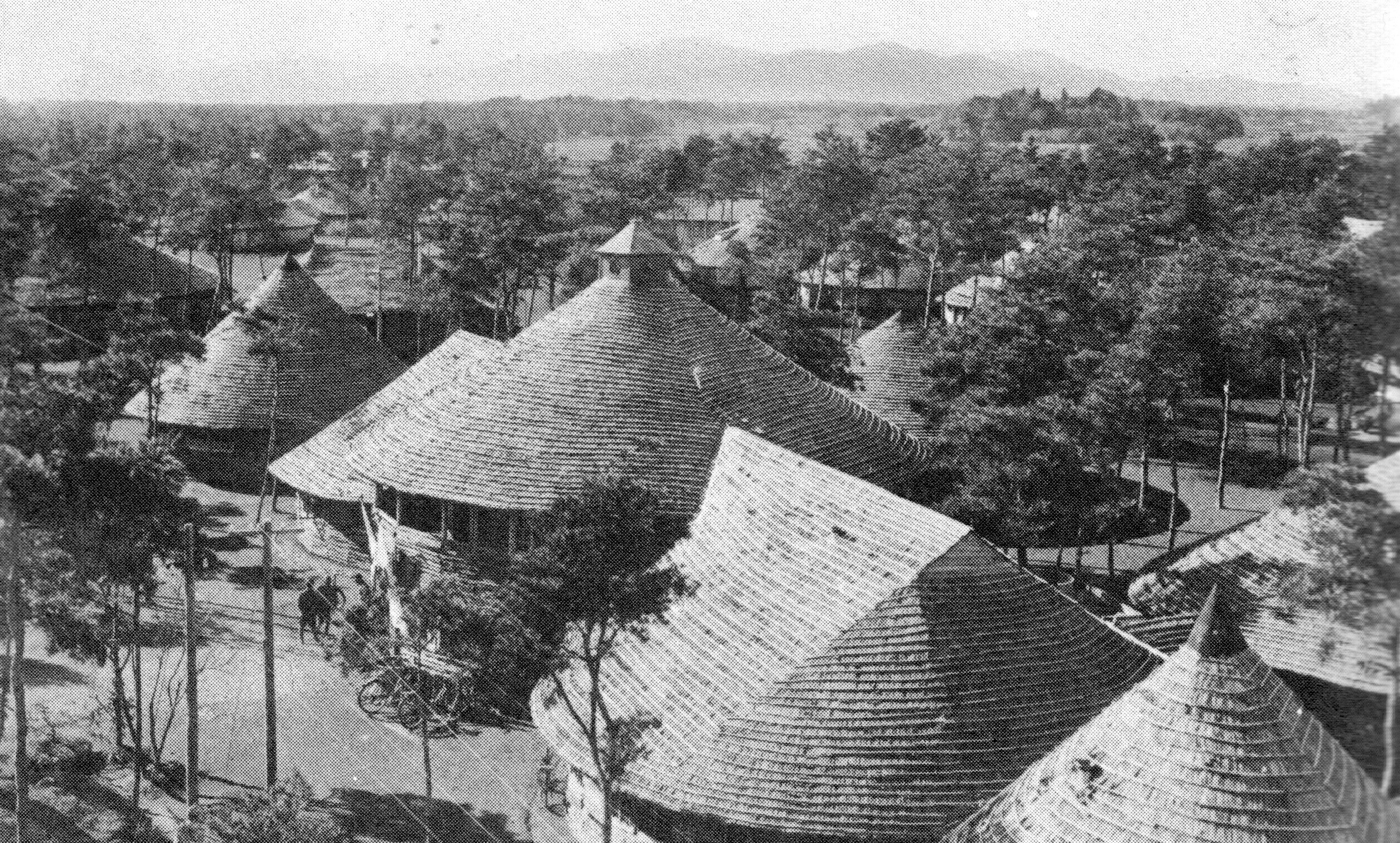
内原訓練所本部

## 考案者
考案・設計した古賀弘人は1893年に熊本市で生まれ、地元の中学を中退して16歳で満州に渡り、満鉄入社、その後第6師団の漢口派遣隊を経て、帰国後大阪高等工業学校で建築設計を学び、満洲国軍政部と関東軍の嘱託をつとめたのち、満蒙開拓青少年義勇軍に関わった。日輪兵舎の着想のルーツは1932年で、内原訓練所以前にも奉天軍司令部の円型兵舎，友部国民学校の日輪兵舎、三江省饒河の日輪兵舎のほか、関東軍営舎などで試作的建築を重ねた。
内原で建築班主任を務めた渡辺亀一郎は、1937年の古賀の饒河日輪兵舎建設から参加した。渡辺は1896年に山形県東置賜郡和田村（現・高畠町）に生まれ、近衛歩兵除隊後に加藤完治が所長を務める山形県自治講習所に入所し、修了後は農業に従事、その後加藤完治が校長を務める茨城県の日本国民高等学校の職員となり、古賀のもとで建築の技術を学び、内原訓練所の建築主任となった。本来建築の知識はなかったが、熱心に研究を重ねて改良を加え、突貫工事で多数の日輪兵舎を建設することに献身したが、1938年3月の完成直前に急逝した。
日輪兵舎の出現は、その特異な形態ゆえに建築関係者の注意を引き、開所後間もなく著名な建築学者らが内原訓練所を訪問した。1938年6月に見学した建築家の岸田日出刀は最も早い時期に訪れた一人で、同年8月発行の『国際建築』誌に見聞記を載せ、その独創性を称えた。

## 各地へ広がった日輪兵舎

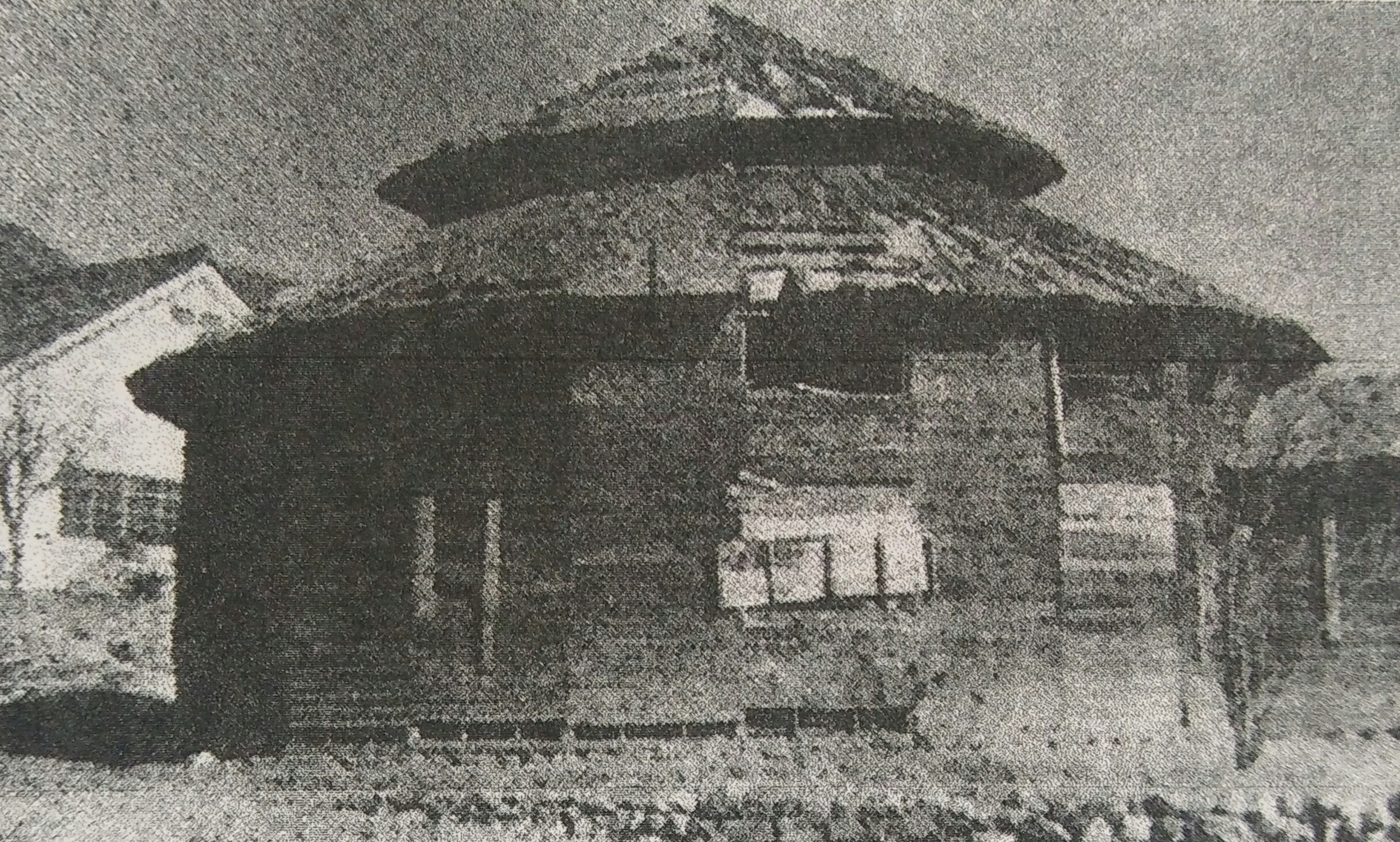
各務村の日輪舎（1953年撮影）

内原訓練所の象徴的存在であった日輪兵舎は、円筒の建物に円錐の屋根という独特な形状から広く知られるようになり、やがて全国各地の学校、教育関係団体、移民関係団体などが、これを模倣した建物を建てるようになっていった。内原の日輪兵舎を模した建物の建設は、北海道から九州まで広く各地で行なわれ、その過程では「日輪舎」や「日の丸道場」、「八紘舎」などの異称が付けられることもあった。建物の使用目的が異なるため、内原訓練所の標準型の完全なコピーとは異なるものもあるが、全国約30か所にあったことが確認されている。
直接、満蒙開拓と関係がない場合でも、地域の青年団などが、修養の場となる建物を日輪兵舎の形式で建てることがあった。岐阜県稲葉郡各務村（後の各務原市の一部）にかつて存在していた日輪舎は、隣接地に工場を構えていた川崎造船所（後の川崎重工業）が設けた少年のための修練道場であった。
日本統治時代の台湾では、1941年頃台南州に開設された皇民化教育施設台南州国民道場内に建設された例がある。

## 現存する日輪兵舎

### カムロファーム倶楽部日輪舎
山形県最上郡金山町の神室農場跡地に残されている「日輪舎」は、岸農産育成会が満洲へ渡る青年に農業訓練を施す目的で1943年に開設した神室修練農場の、教室兼寄宿舎として建てられた。中央の土間を囲んで、板敷き空間2層を配置する構造は内原と共通するが、軒高は高く、建物の直径も大きかった。
戦後は農場の作業小屋として使用され、タバコの葉の乾燥などにも用いられたが、現在はリクリエーション施設のイベント会場となっている。
長らく運営と管理を続けてきた特定非営利活動法人カムロファーム倶楽部は、令和2年5月の総会をもって解散。以降は社会福祉法人陽だまりが施設の運営を行っている。

### 旧・西山農場の日輪講堂
山形県飽海郡高瀬村（後の遊佐町）の西山農場にあった「日輪兵舎」は、戦後、1946年に、石原莞爾の思想に共鳴した個人が、別の場所にあった建物の古材（内原から持ってきたとする説もあるが定かではない）を使って建てたものとされ、石原夫妻や、その思想に共鳴する人々が当地へ入植し、宗教的コミュニティを形成して行く過程において「西山道場」、「日輪講堂」とも称され、修練道場として重要な役割を果たした。ただし、松山薫の調査により、東亜連盟の機関誌『東亜連盟』に掲載された記事や、鶴岡市郷土資料館に残された当時の石原の書簡から、実際には1944年の建設である可能性が高いと指摘されている。
日輪兵舎はその後、もっぱら日輪講堂と称されるようになり、1954年に当時の石原家住宅隣接地に移築の上で一部が改築された後、1981年に遊佐町が提供した国道7号に面した現在地へと、さらに移設された。

### 長野県南安曇農業高等学校第二農場日輪舎
長野県南安曇郡烏川村（後の安曇野市堀金烏川）に建てられた2階建ての日輪兵舎は、長野県南安曇農学校（後の長野県南安曇農業高等学校）の実習場の一角に、地元の宮大工小見田組によって、生徒たちも動員して建てられた。第二次世界大戦中の1943年1月に起工するが、戦時中の物資不足などから工事が進まず1945年5月に完成した。この建物は正式には「日輪舎」と名付けられ、「日輪廠舎」あるいは「修練道場」とも称された。3万円の建築費は、中国大陸に渡って事業を成功させていた同郡有明村（後の安曇野市穂高有明）出身の丸山勝の寄付を主に、同窓会が協力した。当初は宿泊所として建てられたものの十分に使用されてはいなかったが、「内原式の粗末なものと異り、材料施工とも入念にできている」と評され、保存されてきた。
現状では、もともとの板葺きが鉄板葺になっているが、2009年には登録有形文化財に登録されている。吹き抜けのある内原訓練所の日輪舎と異なり、2階全面に床が張られている。

### 滝尾日輪舎
石川県鹿島郡滝尾村（後の中能登町滝尾）に建てられた1階建ての日輪舎は、直径11.4mと、標準的な規模であり、1940年、大連で成功した村出身者の寄付により、生徒も建設に参加し、小学校の隣接地に建てられたという。
この施設では満蒙開拓青少年義勇軍への参加者を育成する目的で、合宿訓練などが行なわれた。
2013年に町指定有形文化財となった。

## 関連書
- 『日輪兵舎 戦時下に花咲いた特異な建築』 山岸常人(監修)前田京美(著/文)、鹿島出版会、2019